# Maria Luisa Uggetti
Maria Luisa Uggetti (Milano, 19 novembre 1937 – Milano, 29 dicembre 2024) è stata una fumettista italiana.

## Biografia
Dopo essersi diplomata all'Accademia di Belle Arti di Milano, esordì come disegnatrice nel 1959 per le serie a fumetti Cucciolo e Tiramolla delle Edizioni Alpe. Creò poi la sua prima serie, Grappino & C., nel 1965, che realizzerà fino al 1972. Entra nel 1968 nello Studio Bierreci fondato da Luciano Bottaro, Giorgio Rebuffi e Carlo Chendi a Genova, realizzando fino al 1979 varie serie a fumetti come Brambillino & C. scritta da Giampaolo Barosso per il Corriere dei Piccoli, varie storie a fumetti per il mercato tedesco pubblicate sulla testata Fix und Foxi della Kauka Verlag oltre che, per il mercato francese, storie delle serie Titti & Silvestro e Pif pubblicate sulla rivista Pif Gadget. Ha anche continuato la serie "Fort Express" di Luciano Bottaro.
Viene assunta nella redazione di Topolino sul quale esordì nel 1982 con la storia Topolino e il ritorno dello struzzo Oscar alla quale ne seguiranno altre, soprattutto con i personaggi di Topolinia, realizzate fino agli anni 2010; disegna anche la prima storia della serie di Indiana Pipps, Topolino e Pippo in: I predatori del tempio perduto (1988), su testi di Bruno Sarda, che diventerà la prima storia italiana in due parti a essere pubblicata in America.
Nel 2005 riceve il Topolone d'Oro alla carriera.